# Бен Классен
Бен (Бернар) Классен (англ. Ben (Bernhardt) Klassen; 20 лютого 1918, Розівка, Чернігівський район, Запорізька область — 7 серпня 1993, Отто, Північна Кароліна) — американський політик, електрик, засновник расистського руху.

## Біографія
Народився в німецькомовній родині на сході України. У 1924 році його родина втекла з країни через комуністичну загрозу. Він виріс і здобув освіту в Канаді, де отримав ступінь бакалавра в електротехніці. Він був фермером, вчителем, шахтарем, інженером-електриком, винахідником, дилером нерухомості і членом Палати представників штату Флорида. Через рік після виборів у 1967 році програв вибори до Сенату штату Флорида.
У 1973 році він сформував квазі-релігійне об'єднання під назвою Церква Творця, тепер відоме як Рух Творчості. Ця організація проповідує ненависть до трьох основних груп: афроамериканців, уряду США, де нібито переважають євреї, і геїв. Організація проголошує перевагу білої раси.
У 1993 році, після смерті своєї дружини Генрієтти і прогресування раку, покінчив життя самогубством.